# Piton
Pour l’article ayant un titre homophone, voir Python.
Pour les articles homonymes, voir Piton (homonymie).

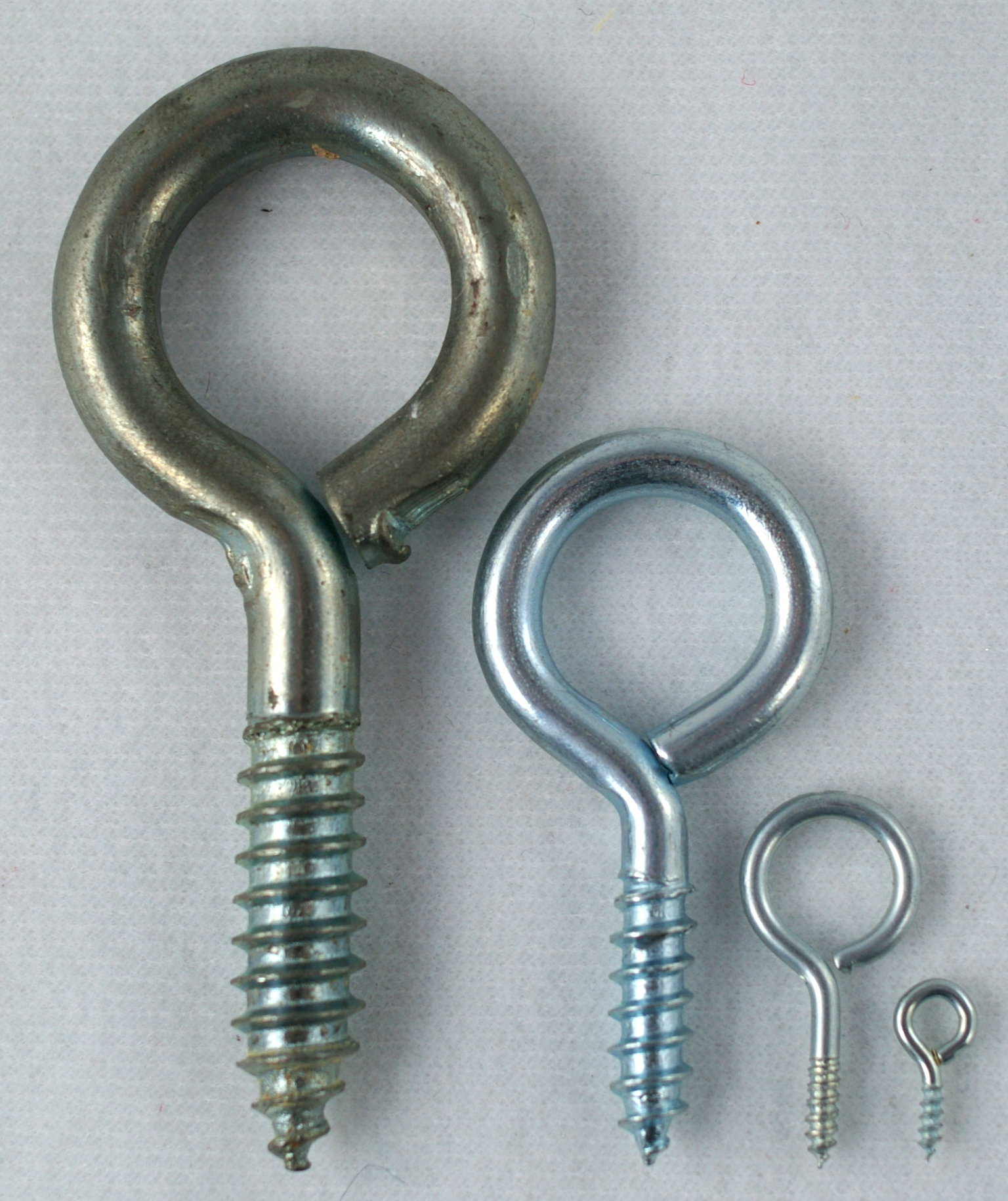
Piton (ou gond à vis).

Un piton est une pièce métallique en forme de clou ou de vis, dont la tête est percée d'un trou et qui sert de point d'ancrage.

## En construction
Fin XVIIIe siècle, en termes de serrurerie, un piton est une espèce de clou court, mais fort, qui porte un œil au lieu d'une tête ; utilisé pour tenir et fermer des crochets, pour tenir une poignée, une tringle, une corde. Il existe trois types : à pointe molle, à vis, et rivé. Ce dernier type à quelquefois la tête en forme d'olive.

## En alpinisme

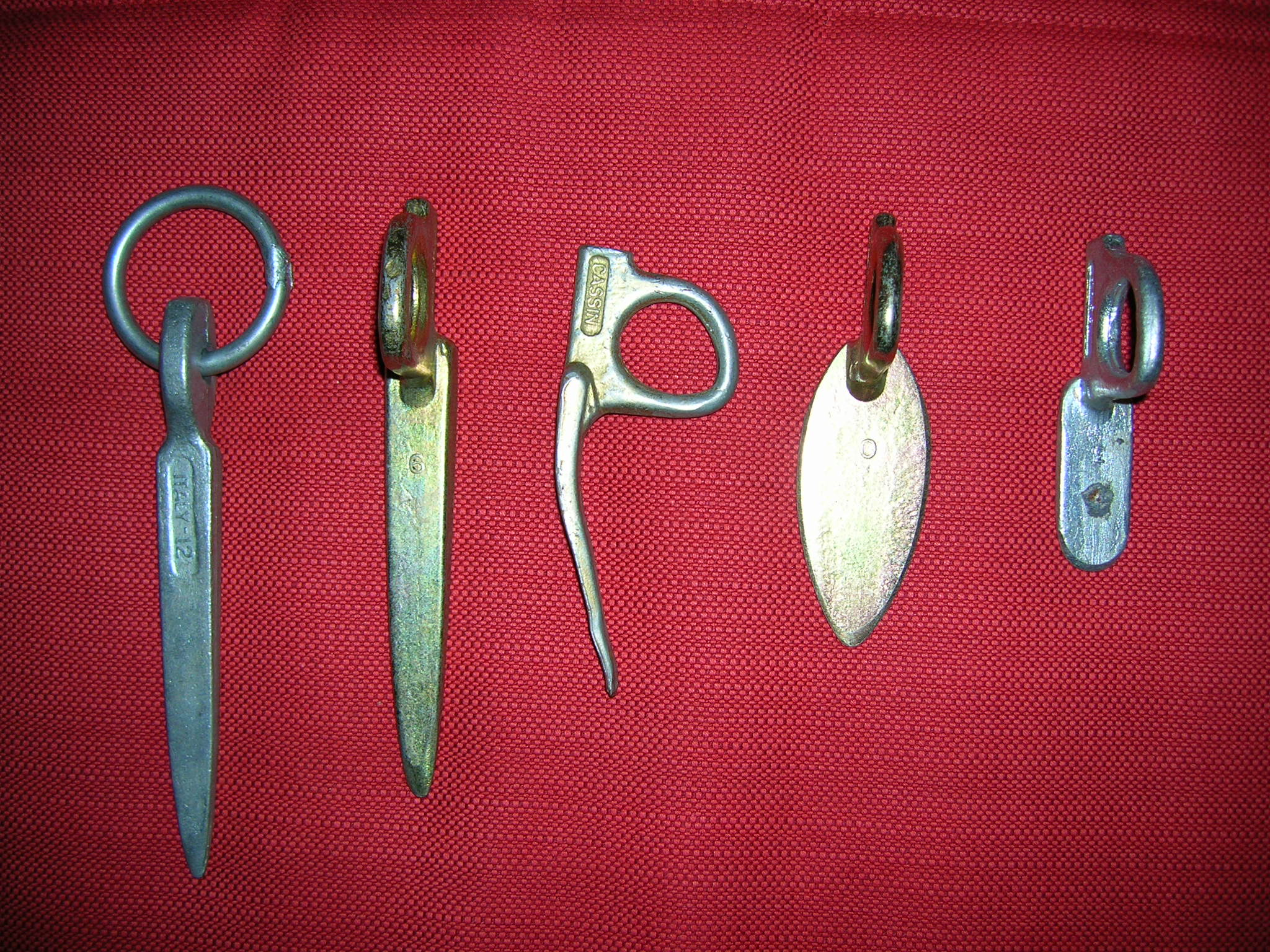
Différents types de piton

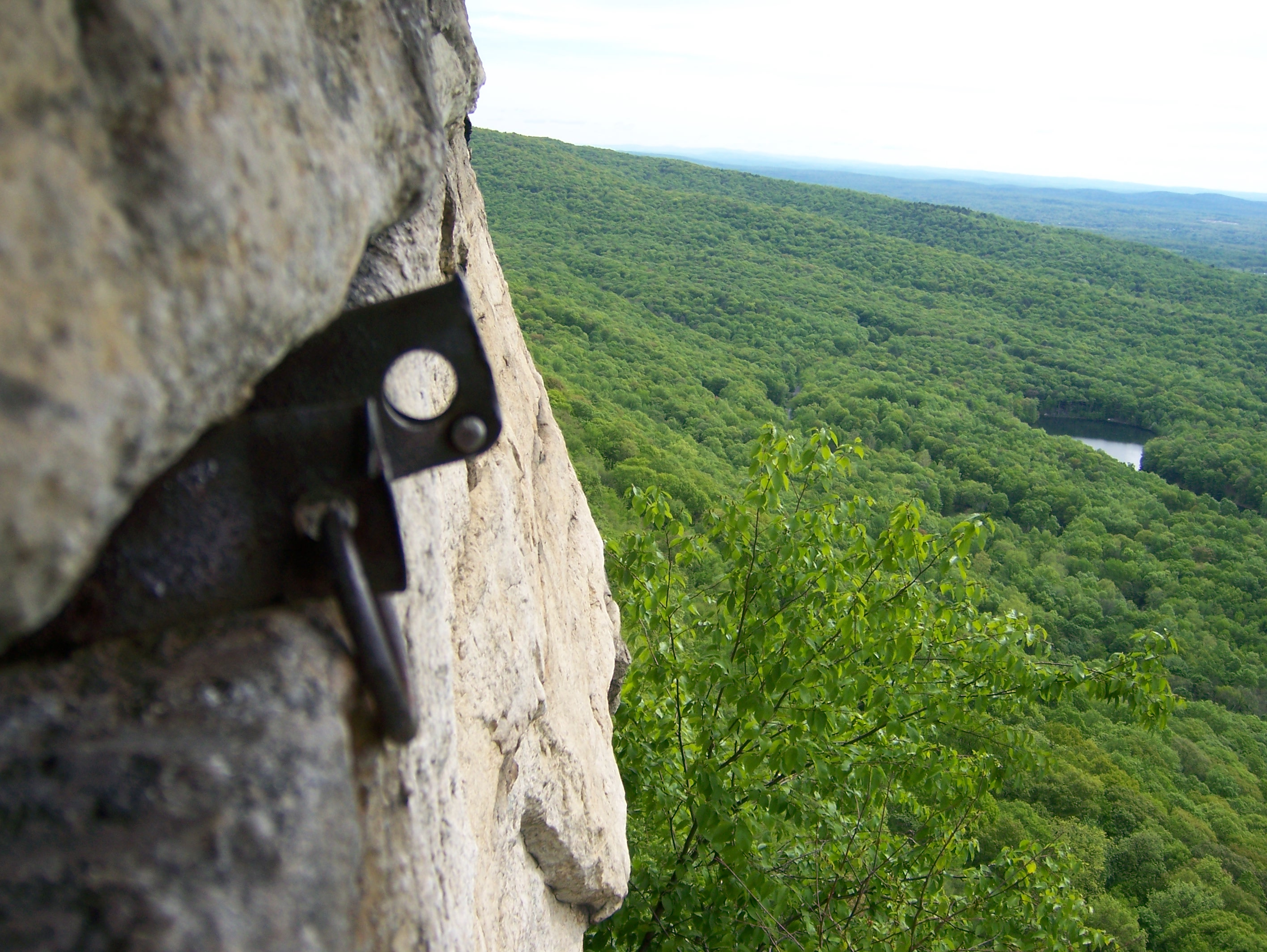
Vieux pitons en place

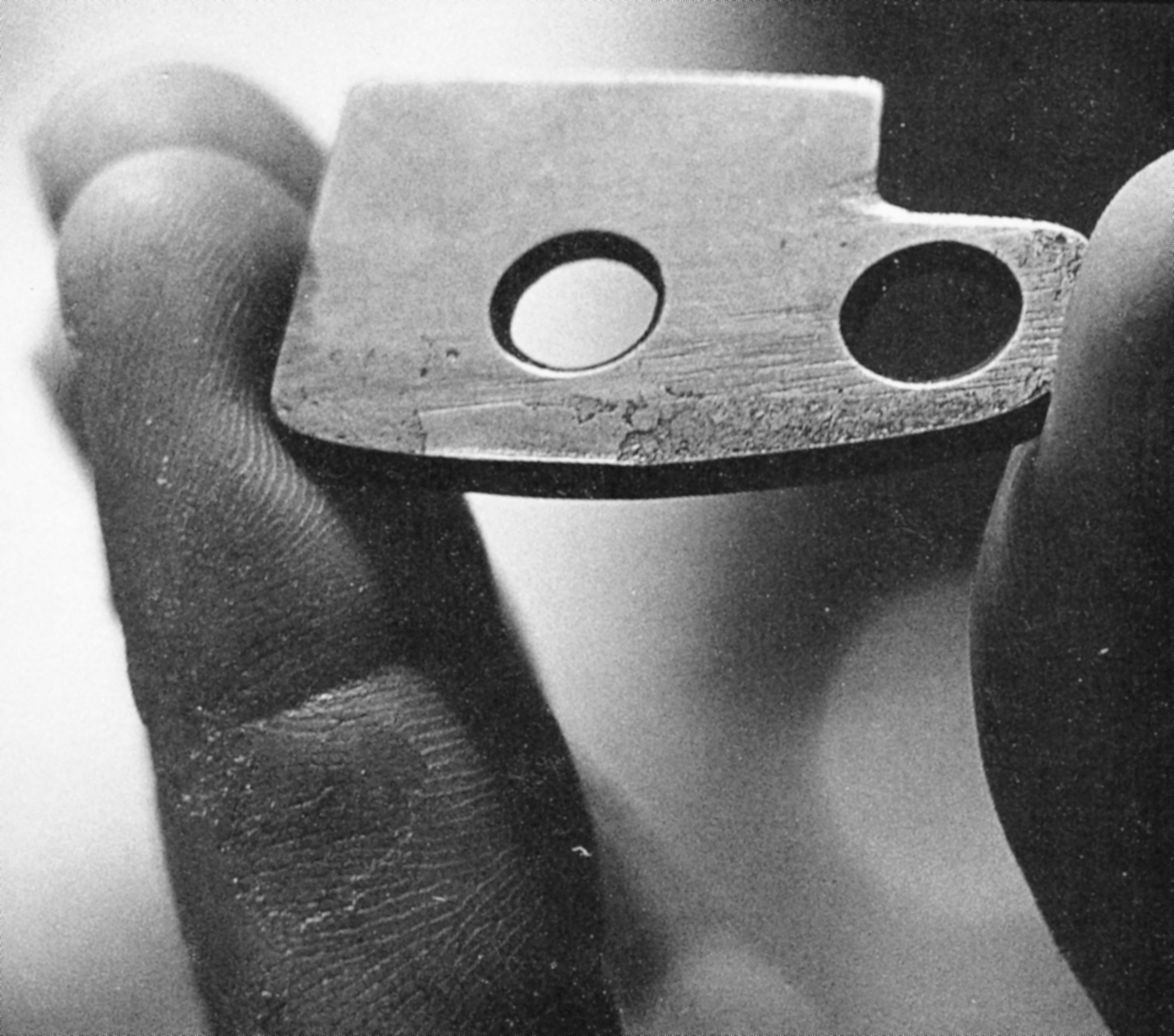
Le RURP (realized ultimate reality piton), inventé par Yvon Chouinard et Tom Frost dans les années 1960 pour les fines fissures du Yosemite.

En escalade ou alpinisme, un piton est une lame métallique qui est enfoncée dans une fissure de la roche avec un marteau, et qui agit comme un ancrage pour protéger le grimpeur des conséquences d'une chute, ou aider à la progression en escalade artificielle. La lame est terminée par un œil pour y placer un mousqueton.
Les pitons ont été le premier type de matériel de protection et sont toujours utilisés quand rien d'autre ne convient. Cependant, le martelage répété et l'extraction des pitons endommagent la roche et les grimpeurs qui adhèrent à l'éthique de l'escalade propre bannissent leur usage. De nos jours, les pitons ont largement été remplacés par les coinceurs (à cames ou bicoins), bien qu'ils puissent encore être présents dans des voies d'escalade anciennes ou très fréquentées .
Les pitons peuvent être en acier doux ou dur suivant la nature de la roche pour laquelle ils sont destinés. Les premiers sont déformables pour s'adapter à la forme de la fissure et sont utilisés dans les roches plus tendres, comme le calcaire ou le grès. Les seconds sont utilisés dans les roches les plus dures, comme le granite, et se verrouillent dans les fissures. Tous peuvent être enlevés (dépitonnage) et réutilisés, même si les pitons en acier doux nécessitent souvent d'être redressés au marteau avant réutilisation. Les lames peuvent être plates ou coniques  suivant la nature de la fissure. Il existe des cornières, pitons en forme de "u" destinés aux fissures larges. Dans l'éventail des pitons on trouve aussi des pitons universels à lame vrillée.Pour chaque type de piton, il existe des longueurs différentes pour s'adapter à la profondeur des fissures.  Enfin, le placement de l'œil varie aussi suivant l'emplacement auquel le piton est destiné.
Les plus petits pitons sont appelés knifeblades ou lames ; les pitons moyens angles ; les plus gros bongs. Les pitons minuscules sont appelés RURP (acronyme anglais pour realized ultimate reality piton) ; un RURP est à peu près de la taille d'un timbre postal et on le considère généralement comme étant une protection aléatoire. Les RURP sont utilisés uniquement pour l'escalade artificielle.
Les pitons à expansion sont utilisés en escalade artificielle sur des roches lisses et compactes. Ils nécessitent l'emploi d'un marteau et d'un tamponnoir. Utilisée par le grimpeur lui -même suspendu sur des étriers souples et instables le long de parois verticales où il est difficile de trouver l'équilibre, cette technique, physiquement pénible, nécessite patience et persévérance.

## Dans la culture populaire

### Littérature
- Le roman de fiction historique L'Abominable écrit par Dan Simmons et paru en 2013 est centré sur l'alpinisme et décrit fréquemment des passages dans lesquels l'utilisation du piton est cruciale. De plus, l'alpiniste britannique de classe mondiale Richard Davis Deacon se moque de l'utilisation intensive de ce matériel par les Allemands, tandis que le narrateur, son jeune protégé américain, le juge brillant.